# Bruno Buchwieser senior
Bruno Buchwieser (* 5. Dezember 1883 in Linz; † 15. September 1960 in Wien) war ein österreichischer Architekt.

## Leben

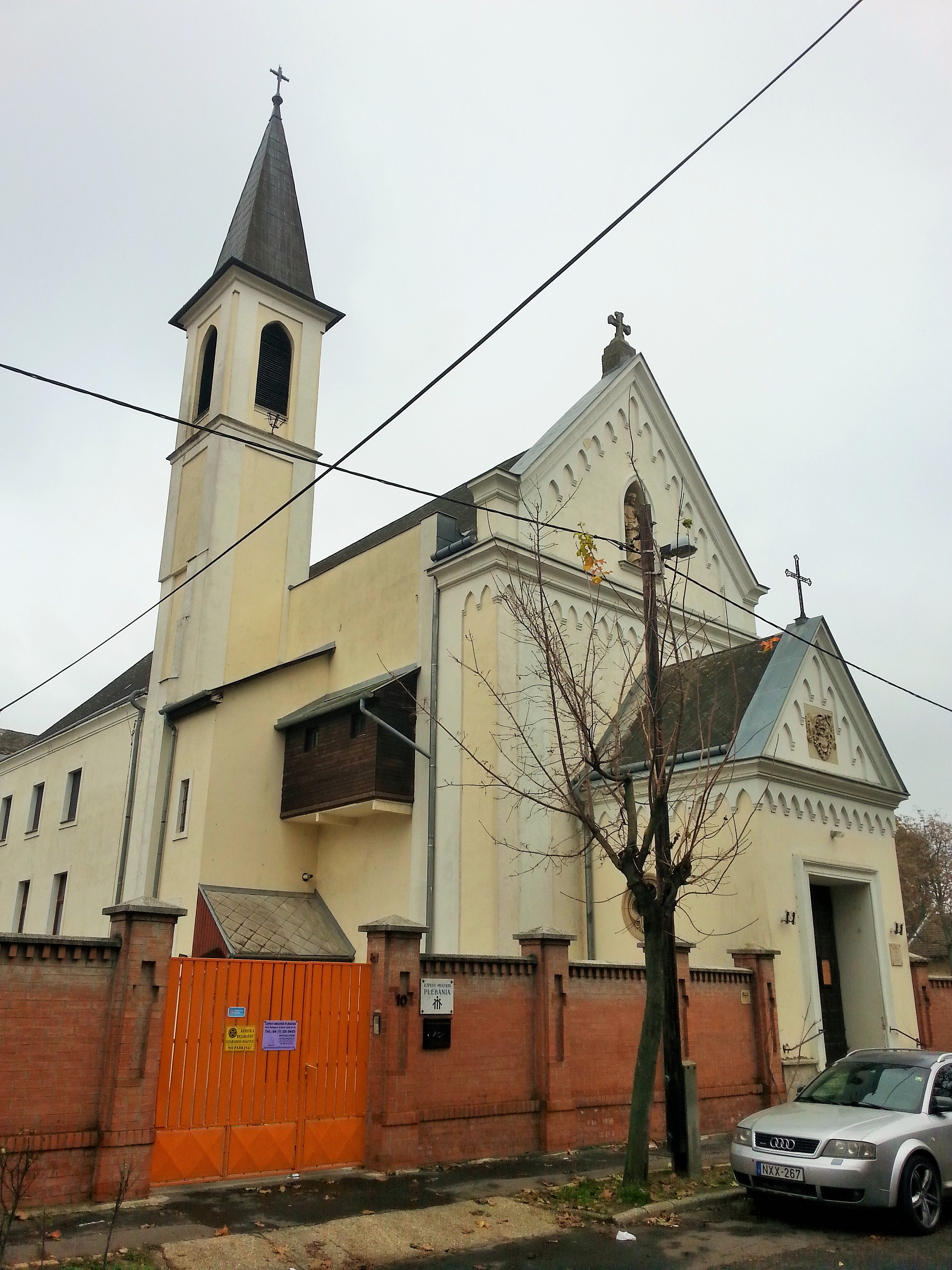
Kirche Mariä Himmelfahrt in Budapest-Újpest

Buchwieser besuchte nach der Grund- und Bürgerschule die Werkmeisterschule. Im Jahr 1911 legte er die Baumeisterprüfung ab und bekam die dazugehörige Konzession. Im Ersten Weltkrieg wurde er verwundet.
In der Zwischenkriegszeit gelang es ihm, trotz der schwierigen wirtschaftlichen Lage immer wieder Aufträge zu bekommen. Diese waren hauptsächlich aus dem Kreis der katholischen Kirche. So plante und baute er zahlreiche Kirchen, Ordensspitäler oder Konventsbauten, wie die Kirche der Karmelitinnen in Wien. Aber auch im Ausland arbeitete Buchwieser, so in Ungarn, in der Schweiz und in den Niederlanden.
Nach dem „Anschluss“ beantragte Buchwieser am 11. April 1940 die Aufnahme in die NSDAP und wurde zum 1. Juli desselben Jahres aufgenommen (Mitgliedsnummer 8.122.147). Er wurde als Sachverständiger der Deutschen Reichsfront für die Ausführung von Hochbauten und als Sachverständiger für das Schätzungswesen für städtischen Grundbesitz zugelassen.
Im Jahr 1945 wurde seine Firma mit der Reparatur des Stephansdoms beauftragt. Auch sein Sohn Bruno Buchwieser junior, der die Österreichische Jungarbeiterbewegung gründete und dafür 1953 den Karl-Renner-Preis erhielt, und seine Tochter Helene Koller-Buchwieser (1912–2008) gingen durch seine Schule und wurden zu bekannten Architekten. Er wurde am Hietzinger Friedhof bestattet. Das Grab ist bereits aufgelassen.
Seine sakralen Bauwerke wurden, obwohl die Zeit des Historismus schon vorbei war, in den Grundzügen mittelalterlicher Bauten durchgeführt, wie sie die Amtskirche auch nach wie vor bevorzugte.

## Realisierungen (Auswahl)

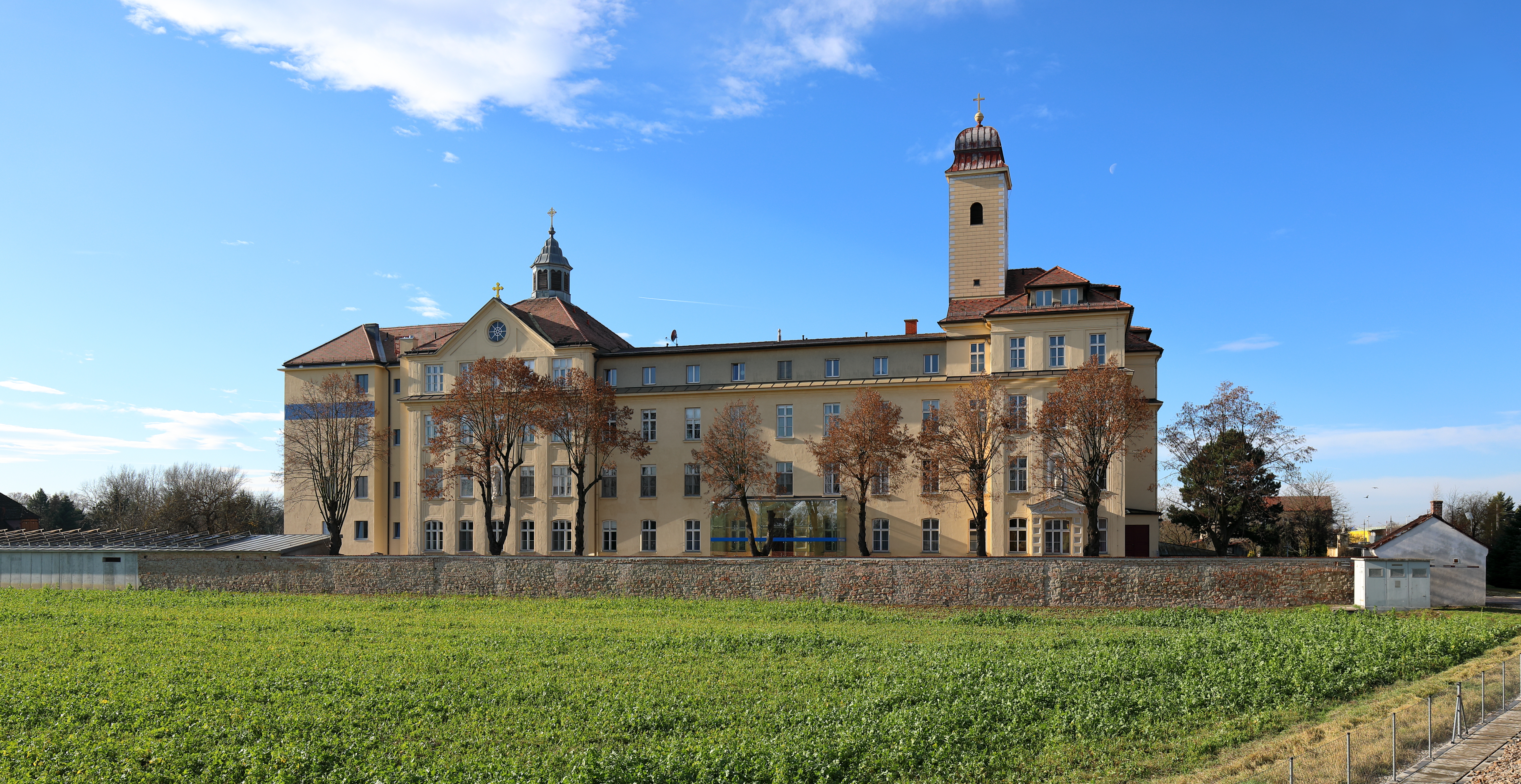
Kloster St. Koloman in Stockerau

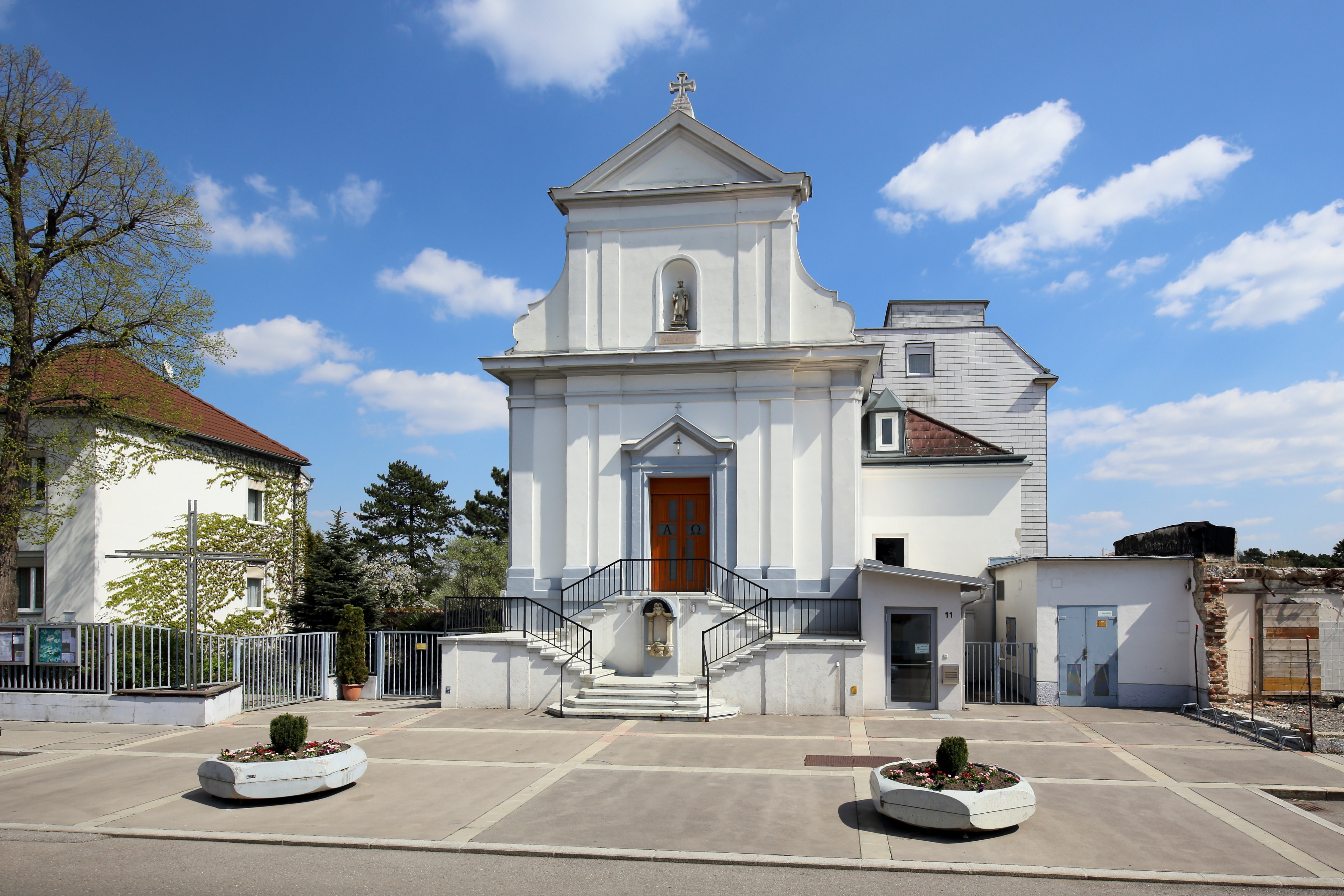
Herz-Jesu-Kirche in Floridsdorf

- 1912–1913 Kloster St. Koloman in Stockerau
- 1923–1928 Herz-Jesu-Kirche in Floridsdorf
- 1927–1930 Kirche Mariä Himmelfahrt in Budapest-Újpest[5]
- 1928–1929 Klosterkirche und Kloster der Eucharistiner in Wien, heute Neulandschule Laaerberg
- 1931–1932 Herz-Jesu-Sühnekirche in Wien
- 1934–1935 Krankenhaus Göttlicher Heiland in Wien
- 1936–1937 Kloster St. Koloman; Erweiterung um Nordtrakt und neuer Kirche